# Épinay-Champlâtreux
 Épinay-Champlâtreux  es una población y comuna francesa, en la región de Isla de Francia, departamento de Valle del Oise, en el distrito de Sarcelles y cantón de Luzarches.

## Demografía
| 69 | 77 | 66 | 67 | 66 | 75 |
| Para los censos de 1962 a 1999 la población legal corresponde a la población sin duplicidades (Fuente: INSEE [Consultar]) |    |    |    |    |    |